# Meringopus pilosus
Meringopus pilosus är en stekelart som först beskrevs av Szepligeti 1916.  Meringopus pilosus ingår i släktet Meringopus och familjen brokparasitsteklar. Inga underarter finns listade i Catalogue of Life.